# Iáia ibne Ibraim Aljudali
Iáia ibne Ibraim Aljudali (em árabe: يحيى بن إبراهيم; romaniz.: Yaḥyā ibn Ibrāhīm; m. 1048) foi um chefe dos judalas, uma das tribos sanhajas do planalto de Adrar, na atual Mauritânia. Realizou o haje (peregrinação) a Meca e no retorno trouxe consigo um missionário, Abedalá ibne Iacine, que ativamente buscou converter os sanhajas. Ambos foram responsáveis pelo início do movimento almorávida e Iáia foi nomeado seu primeiro emir. Com sua morte, foi sucedido por seu sobrinho Iáia ibne Omar Alantuni.

## Vida
As origens de Iáia são incertas, salvo que pertencia aos judalas, uma das tribos da confederação dos sanhajas. Realizou uma peregrinação (haje) a Meca e no retorno encontrou-se em 1038 com Abu Inrane Alfaci, em Cairuão, na Ifríquia, a quem solicitou um missionário para converter sua tribo. Alfaci não encontrou ninguém disposto a viver no deserto e sugeriu que Iáia se encontrasse com seu antigo pupilo Uagague ibne Zalu Alanti, em Malcus, perto de Sijilmassa, e solicitasse a ele um missionário. Uagague apresentou-lhe o teólogo Abedalá ibne Iacine e ambos foram centrais à fundação do movimento almorávida. Iáia, por conseguiu, foi nomeado emir almorávida. Por 10 anos, protegeu a ação missionária de ibne Iacine entre os sanhajas até sua eventual morte em 1048. Foi sucedido por seu sobrinho Iáia ibne Omar Alantuni.